# Le Sabre de pénitence
Pour plus de détails, voir Fiche technique et Distribution.
Le Sabre de pénitence (懺悔の刃, Zange no yaiba) est un film japonais muet réalisé par Yasujirō Ozu et Torajirō Saitō, sorti en 1927.
C'est le premier film réalisé par Ozu et la première de ses nombreuses collaborations avec le scénariste Kōgo Noda. Le film est considéré comme perdu, aucun script, négatif ou copie n'a été retrouvé.

## Synopsis
Alors qu'Ishimatsu sort de prison avec la promesse de mener une nouvelle vie, Sakichi, son frère et d'anciens camarades vont tenter de le ramener à son ancienne vie.

## Fiche technique
- Titre : Le Sabre de pénitence
- Titre original : 懺悔の刃 (Zange no yaiba?)[1]
- Réalisation : Yasujirō Ozu et Torajirō Saitō
- Scénario : Kōgo Noda et Yasujirō Ozu, d'après le film Kick In (en) de George Fitzmaurice
- Photographie : Isamu Aoki
- Société de production : Shōchiku
- Pays d'origine :  Empire du Japon
- Format : noir et blanc — 1,33:1 — 35 mm — muet
- Genre : jidai-geki
- Durée : 70 minutes[1] (métrage : sept bobines - 1 919 m[2])
- Dates de sortie :
  - Empire du Japon : 14 octobre 1927[2]

## Distribution
- Akira Kitchōji (crédité sous le pseudonyme de Saburō Azuma) : Sakichi de Kisarazu
- Kunimatsu Ogawa : Ishimatsu, le jeune frère de Sakichi
- Kanji Kawahara : Manabe Tōjūrō
- Shōichi Nodera : Shōzaemon Yamashiroya
- Eiko Atsumi : Oyae
- Miyako Hanayagi : Otatsu
- Hatsuko Konami : Omatsu
- Reikichi Kawamura : Genshichi de Kurikara

## Autour du film
Le Sabre de pénitence est le premier film de Yasujirō Ozu, il emprunte l'idée du scénario au film Kick In (en) de George Fitzmaurice, film qu'il n'a pas vu mais dont il a lu un compte-rendu dans la presse. L'idée est acceptée par Shirō Kido et Yasujirō Ozu devient réalisateur à part entière, il débute dans la section jidai-geki (films historiques), la section la moins considérée de la Shōchiku et c'est ainsi qu'il fait la rencontre de Kōgo Noda qui accepte d'écrire le scénario de ce premier film.
Avant que le film ne soit achevé, l'armée rappelle Yasujirō Ozu, alors caporal, pour une brève période à Ise. C'est Torajirō Saitō, à qui il restait deux ou trois scènes à tourner, qui achève le film,.
Dans une interview pour le journal Kinema Junpō, Ozu déclare à propos de ce film : « Je vis le film au cinéma Denkikan mais je n'avais pas le sentiment que c'était le mien. Bien que ce soit mon premier film, je ne l'ai vu qu'une fois dans ma vie ».
Le Sabre de pénitence est le seul film historique réalisé par Yasujirō Ozu. En effet, la section jidai-geki de la Shōchiku est transférée à Kyoto peu de temps après ce tournage. Ozu demanda à rester à Tokyo et se mit dès son film suivant et jusqu'à la fin de sa carrière à tourner des gendai-geki (films sur la période contemporaine).